# Dahlica meierella
Dahlica meierella is een vlinder uit de familie van de zakjesdragers (Psychidae). De wetenschappelijke naam van deze soort is voor het eerst voorgesteld als Solenobia meierella door Leo Sieder in een publicatie uit 1956.
De soort komt voor in Oostenrijk, Italië en Slovenië.